# Metajapyx heterocereus
Metajapyx heterocereus är en urinsektsart som beskrevs av Muegge och Bernard 1990. Metajapyx heterocereus ingår i släktet Metajapyx och familjen Japygidae. Inga underarter finns listade i Catalogue of Life.